# Дворец Хофрайтера (Ландсхут)
Дворец Хофрайтера (нем. Adelspalais «Zum Hofreiter») — дворец, расположенный в центре баварского города Ландсхут. Здание было построено ранее 1745 года, а его название происходит от имени пивовара Франца Хофрайтера, который приобрел дом в 1919 году. Является памятником архитектуры (No. D-2-61-000-404).

## История и описание
Здание в Ландсхуте, ставшее позднее известным как «дворец Хофрайтера», было, вероятно, построено в последней четверти XVII века: возможным архитектором (мастером-строителем) исследователи называли специалиста из Мюнхена. Первый собственником городского дворца, владевшим домом с 1674 по 1711 год, являлся доктор Иоганн Хайлл, канцлер Штраубинга и член совета в Мюнхене. Позднее здание принадлежало, среди прочих, прелатам монастыря Рора, графам Хёрварта и Лерхенфельда, а также — барону Гуггемосу из Херрнгерсдорфа и Мирскофена. Название дома происходит от имени пивовара Франца Хофрайтера, который стал его владельцем уже в XX веке — в 1919 году. Дворец Хофрайтера по стилю является переходным между Ренессансом и барокко. Трехэтажное здание с двускатной крышей имеет сложную трехзонную конструкцию фронтона, сочетающую как изогнутые, так и угловатые формы. Дом с тремя парами окон на каждом из двух верхних этажей внутри содержит зал с лепным потолком; здание является памятником архитектуры.